# Jacob Whitman Bailey

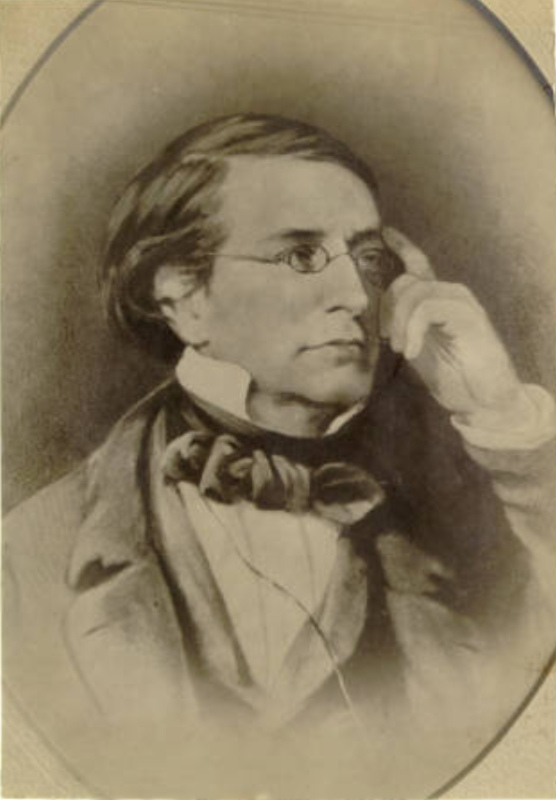
Jacob Whitman Bailey

Jacob Whitman Bailey (* 29. April 1811 in Auburn (Massachusetts); † 26. Februar 1857)  war ein US-amerikanischer Naturforscher und Pionier der Mikroskopie und des Studiums von Algen in den USA. Sein offizielles botanisches Autorenkürzel lautet „Bailey“.

## Leben und Wirken
Bailey erwarb 1832 seinen Abschluss an der United States Military Academy in West Point (als fünfter seiner Klasse) und war, nach zwei Jahren als Leutnant der Artillerie, ab 1834 Professor für Chemie, Mineralogie und Geologie in West Point. Er hatte den Posten bis zu seinem Tod.
Er konstruierte und verbesserte Mikroskope und sammelte mikroskopische Objekte wie Algen und Mikrofossilien. Er korrespondierte mit Christian Gottfried Ehrenberg. Seine Sammlung ging an die Boston Society of Natural History.
Er heiratete 1835 Maria Slaughter und hatte einen Sohn und eine Tochter. Bailey war einer der Passagiere beim Untergang des Dampfschiffs Henry Clay auf dem Hudson River, das bei Yonkers Feuer fing und sank. Vorher konnte er noch seine Frau und seine beiden Kinder über Bord retten.  Eines der vielen Opfer des Unglücks war auch der ehemalige New Yorker Bürgermeister Stephen Allen.
1857 war er Präsident der American Association for the Advancement of Science. 1845 wurde er Mitglied der American Academy of Arts and Sciences.

## Ehrungen
Nach ihm ist die Pflanzengattung Baileya Harv. & A.Gray ex Torr. 1848 aus der Familie der Korbblütler (Asteraceae) benannt worden.